# Коровиченко, Павел Александрович
Па́вел Алекса́ндрович Коровиче́нко (1874—1917) — присяжный поверенный, военный юрист, социалист, соратник А. Ф. Керенского, зауряд-подполковник.
П. А. Коровиченко окончил Киевский кадетский корпус и Александровскую военно-юридическую академию. Участник русско-японской войны. 26 июня 1906 года был уволен от службы «по домашним обстоятельствам» с производством в чин подполковника, с мундиром.
С 1907 года присяжный поверенный и присяжный стряпчий в Петербурге. Во время Первой мировой войны призван на военную службу в государственное полчение.
Был членом «ложи Гуревича» ВВНР, членом которой был и А. Ф. Керенский.
С 21 марта по май 1917 года он, по личному указанию А. Ф. Керенского, был назначен исправляющим должность коменданта Александровского дворца, где содержалась под арестом царская семья.
В июле 1917 года П. А. Коровиченко в чине полковника был назначен командующим войсками Казанского военного округа, состоял в этой должности по сентябрь 1917 года.
В конце сентября Коровиченко был направлен Керенским в Ташкент для наведения порядка после сентябрьского кризиса власти в Туркестанском крае, в Ташкенте, который произошёл во время правления краем предыдущего председателя Комитета по управлению Туркестанским краем — В. П. Наливкина, и назначен командующим войсками Туркестанского военного округа (октябрь — ноябрь 1917 года).
Именно в период правления П. А. Коровиченко власть в Ташкенте была вооружённым путём захвачена коалицией большевиков и левых эсеров, что явилось следствием аналогичного захвата власти большевиками и их союзниками в Петрограде в октябре-ноябре 1917 года.
П. А. Коровиченко был арестован представителями новой власти и помещён в гарнизонную тюрьму в Ташкентской крепости. Был застрелен прямо в тюремной камере одним из солдат, вымещавшим злобу стрельбой из винтовки по тюремным камерам, в которых находились заключённые.
По другим сведениям, генерал П. А. Коровиченко не был убит в 1917 году. Он бежал на Северный Кавказ, предположительно в Баку. После победы большевиков в Азербайджане в 1920 году перебрался в Гянджу, где поддержал антисоветское восстание. Убедившись в его бесперспективности, попытался перебраться в дашнакскую Армению, но был арестован красными партизанами вместе со своей свитой в районе Кедабека и передан в Особый отдел XI Армии, где его следы теряются.